# Dienstmagd mit Milchkrug
Dienstmagd mit Milchkrug ist ein von Jan Vermeer in den Jahren 1658 bis 1660 geschaffenes Ölgemälde. Das 45,5 Zentimeter hohe und 41 Zentimeter breite Bild zeigt eine Magd beim Umfüllen von Milch in einem Wohnhaus. Seit 1908 befindet sich das Werk in der Sammlung des Rijksmuseums in Amsterdam.

## Bildbeschreibung
Im Zentrum des Bildes steht die Frau im Lichteinfall durch ein Fenster auf der linken Seite. Vor ihr befindet sich im linken Bildvordergrund, unter dem Fenster, ein Tisch, bedeckt mit einem Tuch und bestückt mit einem Brotkorb, einer Kanne und weiteren Speisen. Zudem steht auf dem Tisch eine Schale, in welche die Magd Milch eingießt. Ihr Blick ist gesenkt, auf die Tätigkeit konzentriert. Ihre Kleidung ist in leuchtenden, bunten Farben gemalt. Das gelbe Oberteil steht dabei im Kontrast zum Blau der Schürze, unter der ein langer roter Rock hervorschaut. Der Raum im Hintergrund ist spartanisch eingerichtet, die Rückwand leer und mit erkennbaren Löchern versehen, was ihr den Anschein einer Benutzung über lange Zeit verleiht.
Mit Röntgenuntersuchungen des Bildes wurde nachgewiesen, dass Vermeer ursprünglich die Darstellung einer Landkarte an der kahlen Wand vorgesehen hatte. Mit dem Übermalen dieses für die damalige Zeit luxuriösen Gegenstandes unterstrich er die einfache Einrichtung des Raumes.

## Provenienz
Das Gemälde zählt zu den bekanntesten Bildern Vermeers und erlangte schon früh hohe Wertschätzung. Diese schlug sich beispielsweise im relativ hohen Preis von 175 Gulden bei der Veräußerung des Nachlasses von Vermeer nieder, wie auch in einer Beschreibung des Bildes aus dem Jahr 1719 als Die berühmte Milchmagd von Vermeer van Delft, kunstvoll. In der Folge wechselte das Bild mehrmals den Besitzer, bis es 1908 mit 39 weiteren Gemälden der Sammlung Jan Six für das Rijksmuseum erworben wurde.